# Regimentschef
Ein Regimentschef war vom 16. bis 18. Jahrhundert der Besitzer/Bewirtschafter eines Regiments der Kavallerie oder Infanterie. Die Bezeichnung gebrauchte vor allem die Preußische Armee; in der Österreichisch-Ungarischen Armee sowie in der Bayerischen Armee war dafür der Begriff Regimentsinhaber üblich. Der Titel „Chef des Regimentes“, auch „Oberstinhaber“ genannt, wurde im frühen 19. Jahrhundert zu einer Ehrenbezeichnung, vergleichbar dem so genannten Colonel-in-Chief bzw. dem Colonel of the Regiment in der Britischen Armee.

## Entstehung
Zur Zeit der Landsknechte, im späten 15. und des 16. Jahrhunderts, war der Feldhauptmann, der sein Fähnlein (Kompanie) von etwa 400 Söldnern gegen eine Geldsumme im Auftrag eines Fürsten geworben hatte, militärischer Führer und Inhaber (Besitzer). Er war für die Ausrüstung und Bezahlung verantwortlich. Diese Funktion im Rahmen der Kompaniewirtschaft behielt der Inhaber einer Kompanie bis zum Beginn des 19. Jahrhunderts. Dies galt auch für die Wirtschaft des Regiments auf der nächsthöheren Ebene.
Zum Ende des 16. Jahrhunderts entwickelte sich das Regiment, zusammengesetzt aus mehreren Kompanien, zum eigentlichen Verbandstyp. Militärischer Führer eines Regiments war anfangs der erfahrenste der Hauptleute, zunächst mit dem Titel Obristfeldhauptmann, später sprachlich verkürzt auf Obrist, von dem sich Oberst ableitet. Er blieb aber weiterhin Inhaber seiner Kompanie (Leibkompanie) und war zugleich Inhaber des ganzen Regiments, also „Regimentsinhaber“. Da die Wirtschaft des Regiments analog der Kompaniewirtschaft erfolgte, bezog er so gleichzeitig Sold und andere Einkünfte als Inhaber des Regiments und als Inhaber der Leibkompanie.
Nach dem Inhaber wurde auch das Regiment benannt.

## Situation im 17. und 18. Jahrhundert
Mit dem Übergang zu den stehenden Heeren warben die Landesherren selbst ihre Regimenter, ernannten die Offiziere und bestimmten den Regimentsinhaber. Dieser führte sein Regiment oft nicht mehr selbst. Regimentskommandeure im heutigen Sinne wurden so die früheren Stellvertreter Obristlieutenants (Obristleutnant), die dann aufgrund der realen Führungsfunktion für sich den Rang und den Sold des Obristen, also des Regimentsinhabers, durchsetzten.
Setzte ein Reichskreis einen Obristen als Inhaber eines kreiseigenen Regiments ein, schloss er mit ihm eine Kapitulation ab.
Der Landesherr war meist persönlich Inhaber des „Leibregiments“ (oder des „…-Regiments Nr. 1“) mit der Leibkompanie.
Die Regimenter wurden häufig weiterhin nach ihrem Inhaber benannt. Das gleiche Regiment hatte so im Laufe der Zeit verschiedene Namen. Falls ein Name zwei Regimenter bezeichnen konnte, da beispielsweise ein Vater ein Regiment besaß und sein Sohn ein anderes, wurde im deutschen Sprachraum dem Namen ein „Alt-“ bzw. „Jung-“ vorangestellt. (Das galt allerdings auch, wenn der betreffende Militär Inhaber zweier Regimenter war.)
Beispiele im Herzogtum Württemberg für das gleiche Regiment:
| Zeit      | Name des Regiments                                           | Regimentsinhaber                                            |
| --------- | ------------------------------------------------------------ | ----------------------------------------------------------- |
| 1767–1784 | Grenadier-Regiment v. Augé                                   | Generallieutenant Johann Abraham David von Augé             |
| 1784–1786 | Grenadier-Regiment v. Gabelenz                               | Generalmajor Christoph Friedrich von Gabelenz               |
| 1786–1788 | Grenadier-Regiment v. Sachsen-Coburg                         | Generalmajor Prinz Ludwig Karl von Sachsen-Coburg           |
| 1788–1791 | Grenadier-Regiment v. Phull                                  | Generalmajor Lebrecht Friedrich August von Phull            |
| 1791–1794 | Grenadier-Regiment v. Nicolai                                | Generalmajor Ferdinand Friedrich von Nicolai                |
| Zeit      | Name des Regiments                                           | Regiments-Commandant                                        |
| 1767      | Grenadier-Regiment v. Augé                                   | Obrist Karl Friederich Eberhard von Reischach               |
| 1767–1774 | Grenadier-Regiment v. Augé                                   | Obrist August Ludwig Graf von Hohenlohe-Kirchberg           |
| 1774–1775 | Grenadier-Regiment v. Augé                                   | Obrist Sigmund Friedrich von Schütz                         |
| 1775–1794 | Grenadier-Regiment v. Augé bis Grenadier-Regiment v. Nicolai | Obrist Otto Wilhelm Alexander von Rau von und zu Holzhausen |

## Situation im 19. Jahrhundert
Spätestens zu Beginn des 19. Jahrhunderts wurde in den deutschen Ländern mit den Söldnerheeren auch die Inhaberschaft für ein Regiment abgeschafft, in Preußen mit der Heeresreform 1807–1814.
Auch wurden die Regimenter nun nur noch nach der Waffengattung benannt und durchnummeriert, im Königreich Württemberg z. B. durch eine königliche Ordre vom 26. Mai 1811: „S. K. M. befehlen, daß alle Regimenter der Cavallerie und Infanterie, ausgenommen die, so Prinzen des Königl. Hauses zu Chefs haben, nicht mehr die Namen des Proprietairs führen, sondern nach Nummern folgendermaßen benannt sein sollen
- Cavallerie
  - Nr. 1 Chevauxleger-Regiment Herzog Heinrich
  - Nr. 2 Leib-Chevauleger-Regiment
  - Nr. 3 Jäger-Regiment zu Pferde Herzog Louis
  - Nr. 4 Jäger-Regiment zu Pferde König
  - Nr. 5 Dragoner-Regiment Kronprinz
- Infanterie
  - Nr. 1 Infanterie-Regiment Prinz Paul
  - Nr. 2 Infanterie-Regiment Herzog Wilhelm
  - (v. Phull) 3tes Infanterie-Regiment
  - (v. Franquemont) 4tes Infanterie-Regiment
  - 5tes Infanterie-Regiment Prinz Friedrich
  - 6tes Infanterie-Regiment Kronprinz
  - (v. Koseritz) 7tes Infanterie-Regiment
  - (v. Scharfenstein) 8tes Infanterie-Regiment
  - (v. Etzorf) 9tes Infanterie-Regiment“.

Die Zusätze fielen endgültig weg bei der Neuorganisation des württembergischen Heeres 1817.

## Situation im Deutschen Kaiserreich
Im 19. Jahrhundert änderte sich die Funktion und Stellung des Chef eines Regimentes in eine reine Ehrenbezeichnung.

### Staatsoberhäupter als Regimentschefs
Die Staatsoberhäupter der Bundesstaaten des Deutschen Kaiserreiches (Bundesfürsten) waren Chefs ihrer jeweiligen Leibregimenter. Aber auch ausländische Monarchen hatten bis Kriegsbeginn 1914 Chefstellen deutscher Regimenter inne (z. B. der König von England, Zar Nikolaus II. von Russland, der König von Italien usw.); diese trugen die Rangabzeichen, die dem Range entsprachen, den sie in ihrer eigenen Armee innehatten. Lediglich Zar Nikolaus II. trug zu allen in- und ausländischen Uniformen immer nur die Abzeichen eines Obersten. Umgekehrt war der Deutsche Kaiser Wilhelm II. Chef oder Ehrenoberst (so die Bezeichnung in einigen Ländern) zahlreicher ausländischer Regimenter. Bei Auslandsaufenthalten oder Besuchen der ausländischen Monarchen in Deutschland trug er dementsprechend dann die Uniform der Truppenteile, deren Chef er war.

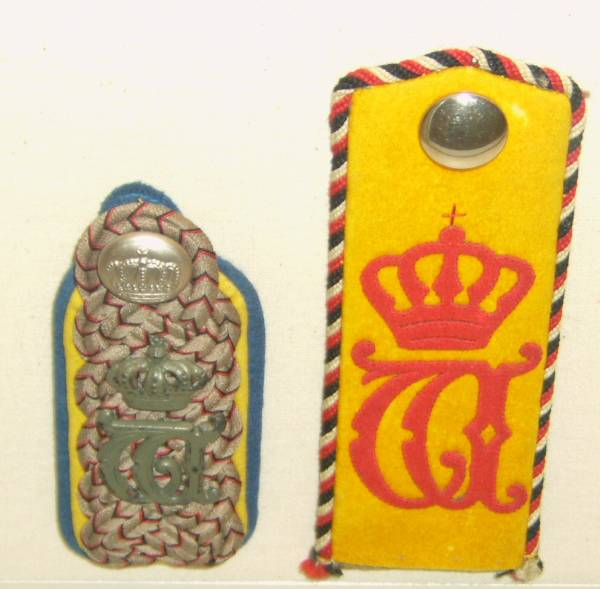
Schulterstück und Achselklappe des Dragoner-Regiments König (2. Württembergisches) Nr. 26

Nicht alle Regimenter hatten im Kaiserreich noch einen Regiments-Chef. Dies war nun zu einer besonderen Auszeichnung geworden – gleichermaßen für den Ausgezeichneten wie für das Regiment, welches üblicherweise den (gekrönten) Namenszug (Anfangsbuchstaben/Initial/Monogramm) ihres Chefs auf den Schulterklappen bzw. Schulterstücken/Epauletten (Offiziere) trug (siehe Weblinks).
Dem Regimentschef wurde von „seinem“ Regiment monatlich Rapport erstattet, sowie eine Liste über die im Regiment dienenden Offiziere gegeben.
Wilhelm II. war z. B. Chef folgender Regimenter:
- 1. Garde-Regiment zu Fuß (zugleich war er Kompaniechef der 1. Kompanie / Leibkompanie)
- Regiment der Gardes du Corps
- Leib-Garde-Husaren-Regiment
- 1. Garde-Feldartillerie-Regiment (1. Feldbatterie = Seiner Majestät Leib-Batterie)
- Königs-Ulanen-Regiment (1. Hannoversches) Nr. 13
- Grenadier-Regiment „Kaiser Wilhelm I.“ (2. Badisches) Nr. 110
- Infanterie-Regiment „Kaiser Wilhelm“ (2. Großherzoglich Hessisches) Nr. 116
- Königs-Infanterie-Regiment (6. Lothringisches) Nr. 145
- Grenadier-Regiment „König Friedrich Wilhelm I.“ (2. Ostpreußisches) Nr. 3
- Grenadier-Regiment „Kaiser Wilhelm, König von Preußen“ (2. Königlich Sächsisches) Nr. 101
- Infanterie-Regiment „Kaiser Wilhelm, König von Preußen“ (2. Württembergisches) Nr. 120
- Regiment Königs-Jäger zu Pferde Nr. 1
- Königlich Bayerisches 1. Ulanen-Regiment „Kaiser Wilhelm II., König von Preußen“

In Ausnahmefällen wurden auch selbständige Bataillone mit einem Chef bedacht, so das Lauenburgische Jäger-Bataillon Nr. 9 dessen Chef am 18. Oktober 1916 der General der Infanterie Otto von Below wurde.

### Weibliche Chefs

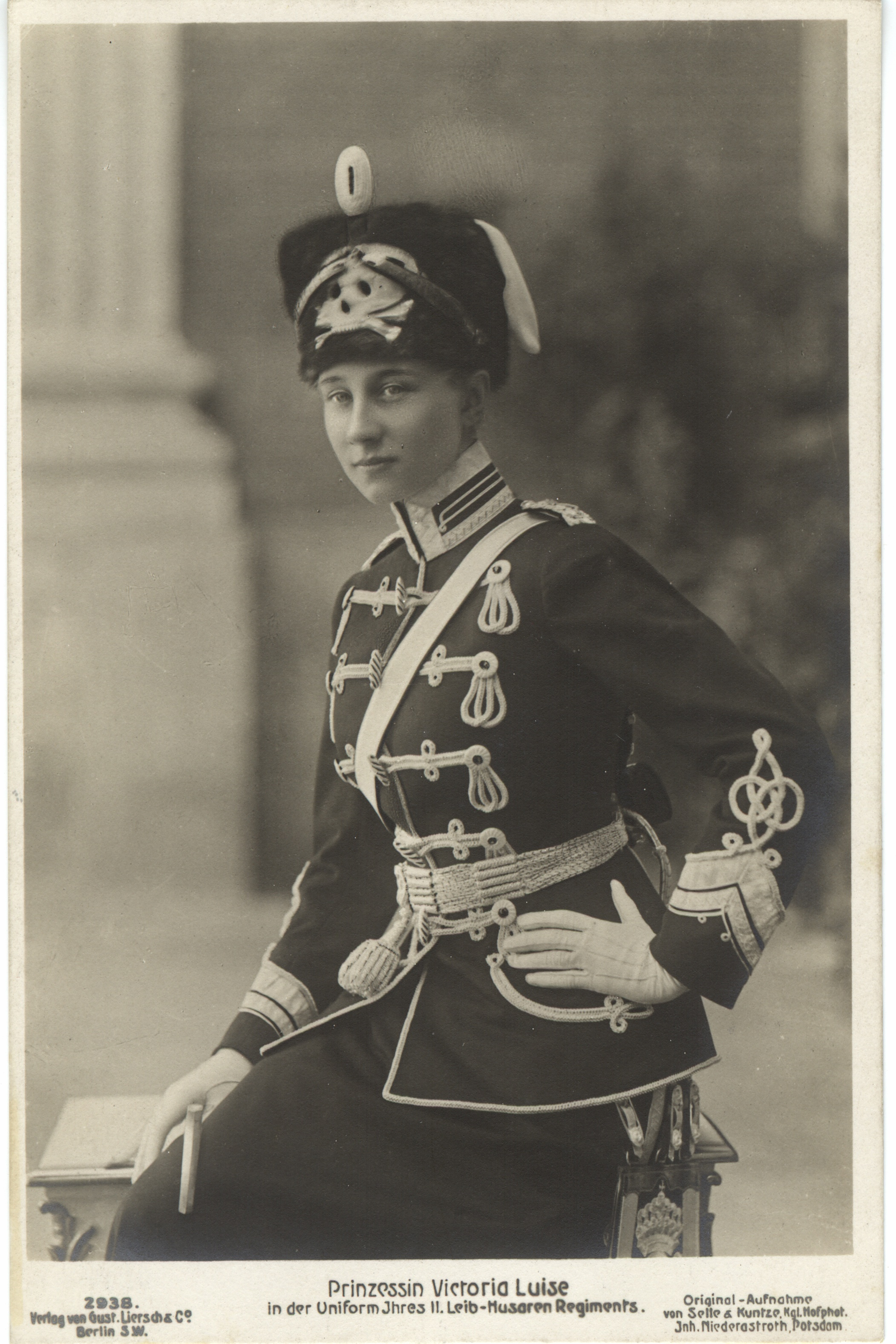
Viktoria Luise von Preußen wurde als 18-jährige Prinzessin 1910 zum Regimentschef der Totenkopfhusaren ernannt. Auch ihre Mutter und ihre Schwägerin trugen derartige Ehrentitel und Uniformen.

In der preußischen Armee sowie im Deutschen Heer (mit Ausnahme von Sachsen und Bayern) wurden auch weibliche Angehörige der regierenden Häuser mit Regimentern belehnt. 1914 gab es 21 weibliche Regimentschefs. Sie trugen in dieser Funktion die Uniform des jeweiligen Regimentes, allerdings ohne Seitenwaffe. Mit Ausnahme der Kaiserin trugen sie Schulterstücke bzw. Epauletten eines Obersten; zu Epauletten wurde die Schärpe getragen, zu den Schulterstücken die Feldbinde.
| Regimentschef                                               | Name des Regiments |
| ----------------------------------------------------------- | --- |
| Auguste Viktoria, Deutsche Kaiserin und Königin von Preußen | Füsilier-Regiment „Königin“ (Schleswig-Holsteinisches) Nr. 86 Kürassier-Regiment „Königin“ (Pommersches) Nr. 2                                   |
| Sophie Dorothea, Königin der Hellenen                       | Königin Elisabeth Garde-Grenadier-Regiment Nr. 3                                                                                                 |
| Luise, Großherzogin von Baden                               | Königin Augusta Garde-Grenadier-Regiment Nr. 4                                                                                                   |
| Alexandra von Mecklenburg-Schwerin                          | Leib-Grenadier-Regiment „König Friedrich Wilhelm III.“ (1. Brandenburgisches) Nr. 8 2. Großherzoglich Mecklenburgisches Dragoner-Regiment Nr. 18 |
| Charlotte, Herzogin von Sachsen-Meiningen                   | Grenadier-Regiment „König Friedrich III.“ (2. Schlesisches) Nr. 11                                                                               |
| Emma, Königin der Niederlande                               | Infanterie-Regiment „Prinz Friedrich der Niederlande“ (2. Westfälisches) Nr. 15                                                                  |
| Victoria, Königin von Schweden                              | Füsilier-Regiment Königin Viktoria von Schweden (Pommersches) Nr. 34                                                                             |
| Prinzessin Viktoria, Fürstin zu Schaumburg-Lippe            | 5. Westfälisches Infanterie-Regiment Nr. 53 |
| Luise Margarete, Duchess of Connaught                       | Infanterie-Regiment General-Feldmarschall Prinz Friedrich Karl von Preußen (8. Brandenburgisches) Nr. 64                                         |
| Prinzessin Margarethe, Landgräfin von Hessen                | Füsilier-Regiment „von Gersdorff“ (Kurhessisches) Nr. 80                                                                                         |
| Eleonore, Großherzogin von Hessen und bei Rhein             | Infanterie-Leib-Regiment „Großherzogin“ (3. Großherzoglich Hessisches) Nr. 117                                                                   |
| Margherita, Königin von Italien                             | Kurhessisches Jäger-Bataillon Nr. 11 |
| Alexandra, Zarin von Russland                               | 2. Garde-Dragoner-Regiment „Kaiserin Alexandra von Rußland“                                                                                      |
| Cecilie Kronprinzessin des Deutschen Reiches                | Dragoner-Regiment „König Friedrich III.“ (2. Schlesisches) Nr. 8                                                                                 |
| Sophie Charlotte von Preußen                                | Dragoner-Regiment „von Arnim“ (2. Brandenburgisches) Nr. 12                                                                                      |
| Alexandra Viktoria, Prinzessin von Preußen                  | Kurmärkisches Dragoner-Regiment Nr. 14 |
| Hilda von Nassau, Großherzogin von Baden                    | 2. Badisches Dragoner-Regiment Nr. 21 |
| Viktoria Luise, Herzogin zu Braunschweig                    | 2. Leib-Husaren-Regiment „Königin Viktoria von Preußen“ Nr. 2                                                                                    |
| Mary, Königin von Großbritannien                            | Husaren-Regiment „Fürst Blücher von Wahlstatt“ (Pommersches) Nr. 5                                                                               |
| Wilhelmina, Königin der Niederlande                         | Husaren-Regiment „Königin Wilhelmina der Niederlande“ (Hannoversches) Nr. 15                                                                     |
| Charlotte zu Schaumburg-Lippe, Königin von Württemberg      | Ulanen-Regiment „König Wilhelm I.“ (2. Württembergisches) Nr. 20                                                                                 |

## Situation nach 1918

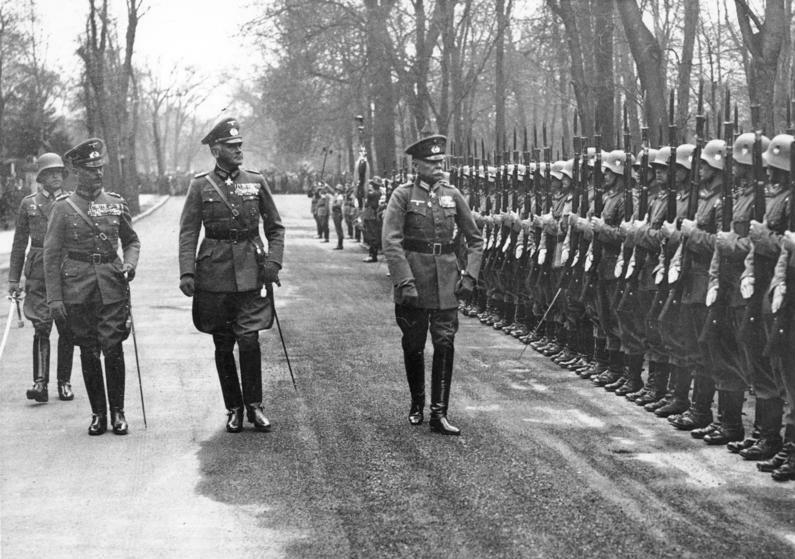
Hans von Seeckt schreitet die Ehrenkompanie des Infanterie-Regiments 67 anlässlich seiner Ernennung zum Regimentschef ab

Mit dem Kaiserreich endet auch die Zeit der Regimentschefs. In der Wehrmacht wurde die Tradition siebenmal wieder aufgegriffen; es wurden Regimenter ausgewählt, bei denen der Inhaber eine persönliche Verbindung mit deren Traditionstruppenteilen hatte.
So wurden
- der charakterisierte General der Infanterie Franz Ritter von Epp 1935 Chef des Infanterieregiments 61 (Traditionsträger Königlich Bayerisches Infanterie-Leib-Regiment) in München[6]
- der dienstälteste Soldat Generalfeldmarschall August von Mackensen 1936 Chef des Kavallerieregiments 5 (Traditionsträger 1. Leib-Husaren-Regiment Nr. 1) in Stolp
- der ehemalige Chef der Heeresleitung Generaloberst Hans von Seeckt (zu dessen 70. Geburtstag) 1936 Chef des Infanterieregiments 67 (Traditionsträger Kaiser Alexander Garde-Grenadier-Regiment Nr. 1) in Berlin-Spandau
- der Reichskriegsminister Generalfeldmarschall Werner von Blomberg (anlässlich seines 40-jährigen Dienstjubiläums) 1937 Chef des Infanterieregiments 73 (Traditionsträger Füsilier-Regiment „General-Feldmarschall Prinz Albrecht von Preußen“ (Hannoversches) Nr. 73) in Hannover[7]
- der ehemalige Oberbefehlshaber des Heeres Generaloberst Werner von Fritsch (als „Wiedergutmachung“ (vgl. Blomberg-Fritsch-Krise)) 1938 Chef des Artillerieregiments 12 (Traditionsträger Großherzoglich-Mecklenburgisches Feld-Artillerie-Regiment Nr. 60) in Schwerin[8]
- der Generaloberst Gerd von Rundstedt (zu seiner Verabschiedung) 1938 Chef des Infanterieregiments 18 (Traditionsträger Infanterie-Regiment „Graf Bülow von Dennewitz“ (6. Westfälisches) Nr. 55) in Bielefeld[9]
- der Feldmarschall der k.u.k. Armee Eduard von Böhm-Ermolli 1940 Chef des Infanterieregiments 28 (Traditionsträger k.u.k. Infanterieregiment „Kaiser“ Nr. 1) in Troppau.

Die Bundeswehr kennt keine Chefstellung mehr.

## Situation im Vereinigten Königreich

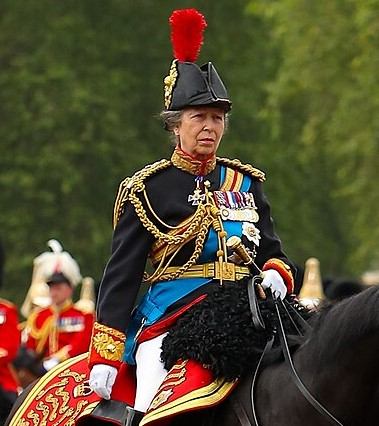
Anne, Princess Royal als Colonel-in-Chief der Blues and Royals (Royal Horse Guards and 1st Dragoons) beim Trooping-the-Colour 2023

Im Vereinigten Königreich und weiteren Commonwealth Realms gibt es bis heute die Positionen des Colonel-in-Chief und des Colonel of the Regiment (in Deutschland werden beide meist als „Ehrenoberst“ übersetzt). So waren z. B. in Großbritannien Prinz Edward, 2. Duke of Kent Colonel of the Regiment der Scots Guards und Anne, Princess Royal Colonel-in-Chief der Royal Scots; auch andere Mitglieder der britischen Königsfamilie hatten und haben noch immer „ihre“ Regimenter.